# Лур'є Олександр Юдимович
Олекса́ндр Юди́мович Лур'є́ (*30 вересня (12 жовтня) 1897, Климовичі — † 24 травня 1958, Київ) — український акушер-гінеколог, професор (з 1932 року), член-кореспондент АН УРСР (обраний 22 лютого 1939 року). Заслужений діяч науки УРСР (з 1958 року).

## Біографічні відомості
Народився 30 вересня (12 жовтня) 1897 року в місті Климовичах (нині Могильовської області Білорусі). У 1916–1921 роках навчався на медичному факультеті Московського університету.
З 1921 року асистент, а потім старший викладач Центрального інституту охорони материнства і дитинства. З 1932 року завідувач кафедри акушерства і гінекології Свердловського медичного інституту. Вивчав метод медикаментозного обезболювання родів і впроваджував опрацьваний метод у практику акушерства у Свердловській області. З 1935 року метод почав широко використовуватися в Радянському Союзі, а сам вчений у 1938 році був нагороджений орденом Леніна, а в 1941 році премійований Сталінською премією.
Від 1938 року — завідувач кафедри Київського медичного інституту та головний фахівець з акушерства і гінекології Народного комісаріату з охорони здоров'я УРСР. Того ж року за його ініціативою було введено контроль кожної смерті породіллі та ранньої смерті немовляти. В усіх лікарнях і сільських пологових будинках метод обезболювання родів було доповнено методом психопрофілактичної підготовки вагітних до акту родів. У 1939 році ці починання схвалив ІІ український з'їзд акушерів і гінекологів, що проходив у Києві.

Надгробок О. Ю. Лур'є

Помер 24 травня 1958 року. Похований в Києві на Лук'янівському цвинтарі (ділянка № 13-1, ряд 2, місце 7). Надгробок роботи скульпторів Ф. Коцюбинського і К. Кузнецова встановлено 1959 року.

## Нагороди, пам'ять
Нагороджено орденом Леніна, іншими орденами, медалями. Лауреат Сталінської премії (за 1941 рік).
Ім'я Лур'є надано акушерсько-гінекологічній клініці Київського медичного інституту.